# Aglaia tomentosa
Aglaia tomentosa  (лат.) — вид деревьев рода Аглайя (Aglaia) семейства Мелиевые (Meliaceae).
Данный вид встречается в следующих странах: Австралия (Квинсленд), Бруней, Индия, Индонезия, Лаос, Малайзия, Папуа-Новая Гвинея , Филиппины, Сингапур и Вьетнам. 

## Описание
Обычно это небольшие деревца до 15 (23) м в высоту и до 29 см в диаметре ствола. Кора имеет бледно-красновато-коричневый, а иногда и с светло-зелёными пятнами, цвет. Листья сложные, непарноперистые, 13—60 см длиной и 13—50 шириной.

## Синонимы
- Aglaia bamleri Harms
- Aglaia cordata Hiern in Hook.f.
- Aglaia dyeri Koord.
- Aglaia elaphina Merr. & L.M.Perry
- Aglaia ferruginea C.T.White & W.D.Francis
- Aglaia glomerata Merr.
- Aglaia harmandiana Pierre
- Aglaia kabaensis Baker.f.
- Aglaia minutiflora Bedd.
- Aglaia palembanica var. borneensis Miq. ex Koord.
- Aglaia pinnata (Blanco) Merr.
- Aglaia polyantha Bedd.
- Aglaia ramuensis Harms in K.Schum.
- Aglaia rufa Miq.
- Aglaia zippelii Miq.
- Argophilum pinnatum Blanco
- Euphora exstipularis C.DC.
- Euphora exstipulatis Griff.